# Акопова, Мария Алексеевна
Мари́я Алексе́евна Ако́пова (6 июня 1958 — 14 апреля 2015) — российский учёный в сфере лингвистики, автор учебников. Доктор педагогических наук, профессор Санкт-Петербургского политехнического университета им. Петра Великого, первый декан Факультета иностранных языков Санкт-Петербургского политехнического университета им. Петра Великого, директор Гуманитарного института, директор Института прикладной лингвистики. Многократный участник научных конференций, член оргкомитета конференций, председатель оргкомитета конференций, научный руководитель диссертаций. Бессменный главный редактор вестника «Вопросы методики преподавания в вузе» (до своей смерти). Заслуженный работник высшей школы Российской Федерации. Лауреат премии Правительства РФ, лауреат премии Правительства Санкт-Петербурга в области образования.

## Избранные публикации
Тема докторской диссертации: «Теория и методология реализации личностно-ориентированного подхода в условиях выбора дополнительных образовательных программ».

### Учебные пособия
- Акопова М. А., Измайлова А. Г. English training for PR specialists — Северная Звезда, 2001 г., 176 стр., 70x100/16, ISBN 5-901954-01-07
- Акопова М. А., Колоницкая О. Л., Хруненкова М. Л. Лингвострановедение Великобритании и США: учебное пособие : [для изучающих английский язык] Изд-во Политехнического ун-та, 2012, 178 стр., ISBN 5742234732, 9785742234739
- Гуманитарная составляющая образовательной среды в техническом вузе /М. А. Акопова, Н. И. Алмазова Н. И., Л. Г. Жук, Т. А. Савушкина. СПб: Изд-во Политехн.ун-та, 2011. 138 с.
- Междисциплинарные связи в высшей школе. Учебник / М. А. Акопова, Н. В. Попова // СПб., Изд-во СПбГПУ, 2013.
- Английский язык Учебное пособие для аспирантов и соискателей Часть 1, Часть 2. — СПб Издательство Политехнического университета, 2008.
- Учебное пособие для аспирантов и соискателей — Акопова М. А., Коган М. С., Кондрашева И. В., Медведева Е. А., Сорокина Л. П.
- Учебно-методический комплекс магистерской программы по направлению 031100.68 «Лингвистика». Профиль «Теория перевода и межкультурная / межъязыковая коммуникация» / под ред. М. А. Акоповой, Н. И. Алмазовой, Н. В. Поповой. СПб., Изд-во Политехн. ун-та, 2010. 253 с.
- Учебно-методический комплекс магистерской программы по направлению 035700.68 «Лингвистика». Профиль «Теория перевода и межкультурная / межъязыковая коммуникация» / под ред. М. А. Акоповой, Н. И. Алмазовой, Н. В. Поповой. СПб., Изд-во Политехн. ун-та, 2011. 340 с.
- Учебно-методический комплекс основной профессиональной образовательной программы послевузовского профессионального образования Санкт-Петербургского государственного политехнического университета по педагогическим наукам по специальности 13.00.02 — «Теория и методика обучения и воспитания (иностранные языки)»/ под ред. М. А. Акоповой, Н. И. Алмазовой, Н. В. Поповой. СПб., Изд-во Политехн. ун-та, 2011. 197 с.
- Учебно-методический комплекс основной профессиональной образовательной программы послевузовского профессионального образования Санкт-Петербургского государственного политехнического университета по педагогическим наукам по специальности 13.00.08 — «Теория и методика профессионального образования»/ под ред. М. А. Акоповой, Н. И. Алмазовой, Н. В. Поповой. СПб., Изд-во Политехн. ун-та, 2011. 190 с.
- Коммуникация в поликодовом пространстве: языковые, культурологические и дидактические аспекты (КПП"11): тезисы докладов международной научно-практической конференции. / под ред. М. А. Акоповой, Н. И. Алмазовой, В. Е. Чернявской — СПб.: Изд-во Политехн. ун-та, 2011. 262 с.
- Коммуникация в поликодовом пространстве: языковые, культурологические и дидактические аспекты (КПП"11): Сб.статей международной научно-практической конференции. / под ред. М. А. Акоповой, Н. И. Алмазовой, В. Е. Чернявской — СПб.: Изд-во Политехн. ун-та, 2011. 190 с.
- Гуманитарная составляющая образовательной среды в техническом вузе /М. А. Акопова, Н. И. Алмазова Н. И., Л. Г. Жук, Т. А. Савушкина. СПб: Изд-во Политехн.ун-та, 2011. 138с.
- Английский язык. Методология написания рефератов: учеб. пособие / Володарская Е. Б., Степанова М. М. /под. ред. д.п.н., проф. М. А. Акоповой. СПб.: Изд-во Политехн. ун-та, 2009. 84с.
- Английский язык. Подготовка реферата и аннотации: учеб. пособие / Е. Б. Володарская, Л. И. Печинская., М. М. Степанова под. ред. д.п.н., проф. М. А. Акоповой. — СПб.: Изд-во Политехн. ун-та, 2011. 112 с.

### Другие публикации
- Акопова М. А., Баранова Т. А. Формирование личности современного студента как важнейшая задача российского образования.
- Акопова М. А., Баранова Т. А. Современное состояние воспитательной работы в вузе.
- Акопова М. А., Попова Н. В. Междисциплинарная сущность компетентностного подхода в высшем образовании.
- Акопова М. А., Ферсман Н. Г. Проблема актуализации инновационного (творческого) мышления в системе постдипломного образования.
- Акопова М. А., Попова Н. В. Инновационные аспекты содержания обучения иностранным языкам в современном вузе (проект IELTS).
- Акопова М. А., Кабанова Н. А. Информационно-методическая компетентность преподавателя иностранного языка вуза.
- Баранова Т. А., Акопова М. А. Исследование адаптации студентов первого курса как механизма социализации.
- Акопова М. А., Кукушкина М. Д. Научное общение на иностранном языке — важнейшая составляющая профессиональной подготовки выпускника технического вуза.
- Акопова М. А., Шишигина О. С. Разработка и применение методики обучения англоязычной научной речи в технических университетах.
- Поликодовая коммуникация: лингвокультурные и дидактические аспекты: сборник научных статей. — Изд-во Политехнического ун-та, 2011.

## Отзывы
Доктор педагогических наук, профессор Н. И. Алмазова: 

В этом году мы понесли невосполнимую утрату: ушла из жизни Акопова Мария Алексеевна, директор Гуманитарного института, бессменный главный редактор нашего сборника, который существует с 1997 года. Мария Алексеевна много сделала для того, чтобы наш сборник вошел в Российский Индекс научного цитирования, чтобы он стал платформой для обсуждения инновационных идей в сфере преподавания в вузе. Посвящаем наш сборник 2015 года светлой памяти нашего руководителя и наставника, известного ученого-гуманитария, которая внесла большой вклад в исследование гуманитарной среды технического вуза, развитие личностно-ориентированного подхода в высшем образовании, а также обучения иностранному языку с применением информационно-коммуникационных технологий
Члены кафедры лингвистики отмечали, что: 

Мария была человеком яркой индивидуальности, наделенной острым умом и умением быстро принимать решения

## Память
7 апреля 2016 года на сцене Белого зала Санкт-Петербургского политехнического университета Петра Великого прошел памятный концерт посвящённый Марии Алексеевне Акоповой.

## Семья
- Супруг — Карен Акопов;
- Сын — Артак Акопов.
- Внучка — Акопова Мария